# Живорад Жика Лазић
Живорад Жика Лазић (Лугавчина, 28. децембар 1933 – Београд, 2009) био је српски и југословенски сценариста, новинар и књижевник. Аутор је сценарија неких од најпознатијих југословенских серија, као што су Музиканти, Грађани села Луга, Докторка на селу, али и серије Последња аудијенција из 2008. године.

## Биографија

### Образовање и рана каријера
Рођен је 28. децембра 1933. године у смедеревском селу Лугавчина, као син Влајка и Милице Лазић. Основну школу завршио је у родном месту, а потом одлази у Београд где завршава гимназију и почиње студије психологије на Филозофском факултету Универзитета у Београду. На студијама је уређивао часопис Млада култура за књижевно стваралаштво младих.
Као новинар, радио је у листовима Вечерње новости, Илустрована Политика, НИН и Дуга. Успео је да интервјуише Иву Андрића након добијања Нобелове награде 1961. и његов интервју објави у Илустрованој Политици.

### Политички ангажман
Учествовао је на радној акцији са 15 година и септембра 1948. је примљен у Савез комунистичке омладине Југославије (СКОЈ). У то време је његов отац Влајко Лазић био председник Народног одбора у села. Касније је примљен и за члана Савеза комуниста Југославије (СКЈ). Међутим, постепено је постајао антикомуниста, што се уочава већ у његовом егзистенцијалистичком роману Давид лутакица из 1960. године.
Због сценарија за серију Грађани села Луга, у којој је на подругљив начин говорио о деловању комуниста у његовом родном селу након рата, нападнут је од стране Савеза бораца Смедерева. Наводно је читав случај дошао до самог Јосипа Броза Тита, који је одбацио примедбе да је реч о политичкој критици, због чињенице да лик Булиџе у серији тумачи Велимир Бата Живојиновић, са којим је био близак и чији је рад волео.
Био је кандидат Странке српског јединства за народног посланика на парламентарним изборима 1993. године, али није изабран.

## Сценарија

### Серије
- Музиканти, 1969;
- Грађани села Луга (серија), 1972;
- Живот је леп, 1975;
- Докторка на селу, 1982;
- Неуништиви, 1990;
- Сељаци, 2006;
- Последња аудијенција, 2008.

### Филмови
- Како су се волели Ромео и Јулија?, 1966;
- Дивље семе, 1967;
- Бурдуш, 1970;
- Бурдуш кондуктер, 1972;
- Наивко, 1975;
- Ортаци, 1988;
- Шаран, 1991;
- Све је за људе, 2001.

## Књиге

### Збирке приповедака
- Путем поред реке, 1957;
- Месечев знак;
- Вашар;
- Човек из воза;
- Прича се у Мадери;
- Маршалова деца;
- Скаске о Вожду;

### Романи
- Давид луталица, 1960;
- Александар Поповски;
- Бурдуш;
- Грађани села Луга;
- Глумац;
- Убише књаза;
- Књажев секретар;
- Ни књаз ни краљ;
- Повест о Пашићу;
- Туђа жена;
- Карађорђе које куде;
- Друмски рај;
- Витез смрти;
- Љубав колибаша;
- Пашић и четири краља;
- Књига о војводи;
- Ако ме сретнете;
- Дивље семе;

### Монодраме
- Ђенерал Дража - ноћ уочи стрељања;
- Чучук-Стана.

## Награде
- Светосавска повеља Града Смедерева (2005);
- Грачаничка повеља;
- Награда Радоје Домановић .